# Caterpie
Caterpie (キャタピー Kyatapī?) es una de las 1008 criaturas ficticias de la franquicia Pokémon de Nintendo y Game Freak.

## Características
Está basado en la oruga de la mariposa asiática de colas de golondrina (Papilio xuthus). Su nombre es un juego de palabras en inglés con la palabra caterpillar (oruga, animal con el que comparte características).
Caterpie, al ser un Pokémon de rápido desarrollo, es común que sea capturado por entrenadores novatos. Se dedica en gran medida a comer grandes cantidades de hojas al día para alcanzar su siguiente etapa evolutiva, Metapod. Una vez que alcanza el nivel óptimo de desarrollo, muda la piel y se convierte en un capullo.
Es presa fácil de Pokémon de tipo Volador como Pidgey, Starly y Spearow. Debido a esto, utiliza las antenas de su cabeza para repeler a sus enemigos, además de camuflarse entre hojas de su mismo color para evitar ser presa de estos.

## En los videojuegos
Caterpie es uno de los pocos Pokémon encontrados en muchos de los videojuegos. Junto a la mayor parte de los Pokémon de tipo Bicho, alcanza su última fase evolutiva, Butterfree, a un nivel muy temprano.
Dado que es un Pokémon tipo Bicho, Caterpie es vulnerable a ataques de tipo Fuego, Volador y Roca, y es resistente a los de tipo Planta, Tierra y Lucha. En Pokémon Rojo y Azul, era vulnerable a Pokémon de tipo Veneno.
El grito de Goldeen es el mismo que el de Caterpie. Algunos otros Pokémon de la primera generación tienen esta cualidad, aunque la razón es desconocida.

## En el anime
Caterpie fue capturado por Ash Ketchum en el tercer capítulo de la serie, siendo este el primer pokémon que capturó como entrenador, aunque podría darse como suerte de novato, ya que apenas y opuso resistencia. Pronto es enviado a batallar contra un Pidgeotto en un intento por parte de Ash para capturarlo, pero fue malamente golpeado por el pokémon Volador, debido a la desventaja de tipos. Más tarde, a pesar de estar debilitado por la lucha anterior vence solo al Equipo Rocket usando su ataque Disparo Demora. Al hacerlo, evoluciona a Metapod - más rápido que cualquier otra especie conocida, de acuerdo a Dexter (el Pokédex de Ash).